# Heteropoda elatana
Heteropoda elatana är en spindelart som beskrevs av Embrik Strand 1911. Heteropoda elatana ingår i släktet Heteropoda och familjen jättekrabbspindlar. Inga underarter finns listade i Catalogue of Life.